# Paltadacho Munis
Paltadacho Munis (Konkani: पलतडचो मनीस palataḍaco manīs; englischer Titel: The Man Beyond the Bridge) ist ein indischer Spielfilm von Laxmikant Shetgaonkar aus dem Jahr 2009.

## Handlung
Der junge Witwer Vinayak wohnt und arbeitet seit 15 Jahren als Forstangestellter (Forest Guard) in einem staatlichen Wald mit Kautschukbewirtschaftung, dessen Baumbestand bereits arg ausgedünnt ist. Vom nächsten Dorf, das er gelegentlich für Einkäufe besucht, trennt das Forstgebiet ein kleiner Fluss mit einer Seilbrücke. Es gelingt Vinayak nur mäßig, die örtliche Bevölkerung von illegaler Waldnutzung und Holzeinschlag abzuhalten, da diese das Waldgebiet als das ihre betrachten. Die von ihm gewünschte Versetzung verwehrt sein vorgesetzter Förster schon seit langem.
Eines Nachts bemerkt Vinayak eine Frau im Dickicht vor seinem Haus und scheucht sie weg. Es ist eine vom Dorf ausgestoßene, geistig verwirrte und völlig verdreckte Frau. Sie taucht nun jeden Abend an seinem Haus auf und er stellt ihr aus Mitleid Essen zur Verfügung. Zunächst von ihrer Erscheinung angewidert, beginnt er aber schon bald sich um die junge Frau zu kümmern, reinigt sie und nimmt sie in sein Haus auf. 
Bei einem seiner seltenen Einkaufsbesuche im Dorf erfährt Vinayak, dass ein Lokalpolitiker den Bau eines kleinen Tempels an einem Gebetsort auf einem nahegelegenen Berg stiftet. Der Tempelbau geht mit verstärktem Holzdiebstahl  einher, den Vinayak ohne eigenes Gewehr nicht verhindern kann.
Es entwickelt sich ein Verhältnis zwischen Vinayak und der Verrückten, das den Hohn der Dörfler provoziert. Zu ihrer Sicherheit schließt er sie tagsüber im Haus ein, doch das hält sie nicht aus und bricht aus. Als die Frau schwanger wird, ist das für die Dorfbewohner nicht mehr hinnehmbar. Der örtliche Priester spricht Vinayak vergeblich ins Gewissen sich von ihr zu trennen. Nachdem das Kind geboren ist, wird auch Vinayak zum Ausgestoßenen. Religiös aufgehetzte Dorfbewohner stürmen sein Haus und vertreiben Frau und Kind. Erst in der nächsten Nacht kehrt sie zurück und am darauffolgenden Tag zerschlägt Vinayak die Seile der Hängebrücke, die zum Dorf führt.

## Hintergrund
Der Film entstand nach einer Geschichte von Mahabaleshwar Sail. Er wurde im indischen Bundesstaat Goa in den Dörfern Morpilla und Gokulde mit Einheimischen gedreht. Wegen Schwierigkeiten bei der Finanzierung dauerte die Produktion des 2004 begonnenen Films vier Jahre an.

## Auszeichnungen
Paltadacho Munis erhielt den FIPRESCI-Preis des Toronto International Film Festival 2009 und wurde danach auf mehreren internationalen Filmfestivals gezeigt, darunter dem Hong Kong Asian Film Festival 2009, dem Cairo International Film Festival 2009, dem Mumbai Film Festival 2009, dem International Film Festival of India 2009, Palm Springs International Film Festival 2010, dem Pune International Film Festival 2010, dem Istanbul International Film Festival 2010 und auch in der Sektion „Forum“ der Berlinale 2010. In Indien wurde er mit einem National Film Award als bester Film in Konkani ausgezeichnet.